# Liste öffentlicher Bücherschränke im Landkreis Göppingen
In der Liste öffentlicher Bücherschränke im Landkreis Göppingen sind öffentliche Bücherschränke für Orte, die zum Landkreis Göppingen in Baden-Württemberg gehören, aufgeführt. Sie ist primär nach Orten sortiert, unabhängig davon, ob es sich um Ortsteile, Gemeinden oder Städte handelt. Der Artikel ist Teil der übergeordneten Liste öffentlicher Bücherschränke in Baden-Württemberg. Ein öffentlicher Bücherschrank ist ein Schrank oder schrankähnlicher Aufbewahrungsort mit Büchern, der dazu dient, Bücher kostenlos, anonym und ohne jegliche Formalitäten zum Tausch oder zur Mitnahme anzubieten. Die Liste erhebt keinen Anspruch auf Vollständigkeit.

## Öffentliche Bücherschränke im Landkreis Göppingen
Derzeit sind im Landkreis Göppingen 14 öffentliche Bücherschränke erfasst (Stand: 28. April 2024):
| Bild | Ausführung                                          | Ort                                            | Seit          | Anmerkung                                                                                       | Geokoordinaten                                   |
| ---- | --------------------------------------------------- | ---------------------------------------------- | ------------- | ----------------------------------------------------------------------------------------------- | ------------------------------------------------ |
|      | Bücherschrank (alter Kühlschrank)                   | Bad Ditzenbach – Gosbach                       | 2013          | Patin: Ines Doll                                                                                | ⊙ Unterdorfstraße 49–51, 73342 Bad Ditzenbach    |
|      | Bücherschrank                                       | Eislingen/Fils                                 |               | Schloßplatz Eislingen                                                                           | ⊙ Schlossplatz 1                                 |
|      | Bücherregal                                         | Geislingen an der Steige-Weiler ob Helfenstein |               | Bücherhäusle Weiler ob Helfenstein                                                              | ⊙ Am Hanfgarten 3                                |
|      | Bücherschrank aus Metall mit beidseitigen Glastüren | Göppingen                                      | 17. Dez. 2016 | Initiiert von der Stadt Göppingen und dem Lokalen Bündnis für Familie Göppingen                 | ⊙ Ecke Marktstraße / Friedrichstraße             |
|      | Bücherregal                                         | Göppingen                                      | 2011          | Initiiert von der Stadt Göppingen, Zugang während der Öffnungszeiten des Bürgerhauses Göppingen | ⊙ Kirchstraße 11                                 |
|      | Bücherregal                                         | Göppingen                                      |               | Öffentliches Bücherregal in der Kreissparkasse Göppingen                                        | ⊙ Marktstraße 2                                  |
|      | Bücherschrank                                       | Göppingen-Bartenbach                           |               | Öffentlicher Bücherschrank Göppingen-Bartenbach                                                 | ⊙ Lerchenberger Straße 35, an der Bushaltestelle |
|      | Buch-Tausch-Haus                                    | Göppingen-Faurndau                             | Juli 2022     | Bücherschrank vor der Freien Waldorfschule                                                      | Ahornstr. 41                                     |
|      | Bücherschrank                                       | Göppingen-Faurndau                             |               | Initiative „Alter Farrenstall“, ehrenamtlich betreut                                            | ⊙ Stiftstraße 14                                 |
|      | Bücherschrank                                       | Gosbach                                        |               | Bücherschrank in Gosbach                                                                        | ⊙ Unterdorfstraße 43                             |
|      | Bücherschrank                                       | Hohenstaufen                                   |               | Bücherschrank Hohenstaufen                                                                      | ⊙ Reichsdorfstraße 34                            |
|      | Bücherschrank                                       | Kuchen                                         |               | Bibliothek in der Telefonzelle                                                                  | ⊙ Marktplatz beim Rathaus                        |
|      | Schaltschrank                                       | Oberwälden                                     | 1. Juni 2017  | Wangen-Oberwälden, private Initiative                                                           | ⊙ Albstraße 13                                   |
|      | Bücherschrank                                       | Salach                                         |               | Salach / Marktplatz                                                                             | ⊙ Wilhelmstraße 4                                |
|      | Bücherschrank                                       | Rechberghausen                                 |               | links vom Rathaus                                                                               | Hauptstraße                                      |

## Statistik
Für einen Vergleich zu den anderen Land- und Stadtkreisen Baden-Württembergs sowie zum Landesdurchschnitt siehe die Statistik öffentlicher Bücherschränke in Baden-Württemberg.